# An Te Liu
 (mai 2014).
An te Liu est un artiste canadien qui travaille dans les domaines de l’art et de l’architecture. Il est né à Taiwan (Tainan) en 1967. Ses installations et constructions sont situées à Berlin, Toronto etc. Il participe à la Biennale de Venise en 2009 et enseigne l’architecture à l’Université de Toronto dans le Master Architecture Paysagisme et Design. Il a été diplômé en Histoire de l’art à l’université de Toronto ainsi qu’en Architecture à l’Institut d’Architecture de Californie.

## Biographie
An Te Liu a travaillé dans le studio de Frank Gehry et comme créateur de projet à Paris et Los Angeles. Il fonde à Los Angeles les disciplines « Hedge » et « Space International » dont il est également responsable du design.
Depuis 1999, il travaille sur des installations, des sculptures et autres médiums artistiques mettant en scène des objets du quotidien. Ses installations ont été présentées à New York, Vancouver, San Francisco, Francfort, Rotterdam, Cologne, Berlin, Séoul et Toronto.
An Te Liu a été subventionné par la programme de création et de recherche de la Graham Fondation pour des travaux dans le domaine des beaux arts, ainsi que The Canada Council pour les arts, The Ontario Arts Council et The Toronto Art Council …
Il reçoit un prix (The International Artist Residency in Berlin) par The Canada Council for the Arts. Il reçoit également en 2007 The Mersing Voices award par la ligue d’architecture de New York. Il participe à la biennale de Venise en 2008 dans laquelle il présente son projet Cloud.
Ses expositions permanentes se trouvent au Musée d’art moderne de San Francisco et à l’Institut d’art de Chicago.
Son travail a été publié dans Metropolis, Frame, Praxis, Threshold, Azure, Art Papers, Surface, Canadian Art, Art in America, BE, Canadian Architect …
Une monographie consacrée à son œuvre a été publiée par The Künstlerhaus Bethanien  en 2009, elle se nomme An Te Liu : Matter.

## Philosophie
Par le biais de ses installations, An Te Liu révèle et donne une valeur culturelle à des objets du quotidien. Son intention principale est de donner du sens à un propos, de transmettre un message artistique avec des objets banals.
Cette posture mène à mettre en valeur des objets que nous ne voyons plus, pour exprimer une opinion en les sortant de leur contexte, les mettant en scène de manière détournée ou stéréotypée.
Il utilisera pour ses installations des objets aussi populaires que des T-shirt, du papier peint …

## Œuvres
- 2007 : Pattern Language : Levittown :

Art Institute of Chicago
- 2008 : Matter

Künstlerhaus Bethanien, Berlin
- 2008 : Cloud:

Cloud est un projet artistique présenté à la 11e Biennale d’architecture de Venise en 2008. Son installation est composée de 120 purificateurs d’air, ionizers, humidificateurs fonctionnant tous sans interruption. Ce sont, encore ici, des objets du quotidien mis en scène pour poser une question plus artistique, plus profonde.
Ici la personne observant l’œuvre est confrontée à une multitude d’objets qui, regardés un à un n’a pas de signification autre que son propre usage.
Il soulève la question de l’avenir de l’architecture au vu de cette multiplicité d’appareillage devenant de plus en plus présente dans les habitations, et le monde.
Il déclara lors de cette exposition :
« What will our brave new world be like? Clean at least. » 
Cette installation démontre également que le Design industriel du XXe siècle, fonctionnel était influencé par les grands principes du modernisme. Il dénonce ici l’utilisation de ces grands principes pour des objets fabriqués pour purifier, nettoyer l’espace. Et rejette l’idée qu’un lien puisse être fait entre architecture et pureté physique.
- 2009 : Title Dead : the Leona Drive Project :

Projet ouvert à 18 artistes à Toronto. Il est question de créer quelque chose de nouveau sur des maisons construites dans les années 1940 condamnées à être démolies. An te Liu réalisera la « maison Monopoly ». Une maison peinte intégralement nettoyée et repeinte en verte. La mise à cette échelle de la maison Monopoly généralement en plastique lui donne un véritable sens artistique. Cette maison, auparavant banale, devient alors le symbole de l’étalement urbain du XXe siècle.
Cette œuvre est également une critique de la spéculation immobilière qui, un peu comme dans le jeu du Monopoly s’étend sur tout le territoire et, avec la spéculation hypothécaire favorise la crise immobilière.
- 2010 : Ennui blanc :

Installation à la Nuit Blanche de Toronto

## Sources
- http://www.anteliu.com/ - site officiel
- http://www.jnwnklmnn.de/ - fiche descriptive du projet Cloud
- http://www.leonadrive.ca/ - Page de présentation du concours "Leona Drive"
- http://www.canadianart.ca/ - Interview de An Te Liu au sujet de son œuvre à Leona Drive
- http://www.canadianart.ca/ - article sur "Ennui blanc"
- http://www.daniels.utoronto.ca/ - présentation d'An Te Liu sur le site de l'Université de Toronto